# Брезен
Брезен (фр. Brézins) насеље је и општина у источној Француској у региону Рона-Алпи, у департману Изер која припада префектури Гренобл.
По подацима из 2011. године у општини је живело 1.782 становника, а густина насељености је износила 215,74 становника/km². Општина се простире на површини од 8,26 km². Налази се на средњој надморској висини од 365 метара (максималној 407 m, а минималној 356 m).

## Демографија
| 1962. | 1968. | 1975. | 1982. | 1990. | 1999. | 2011. |
| ----- | ----- | ----- | ----- | ----- | ----- | ----- |
| 610   | 671   | 836   | 1.013 | 1.245 | 1.326 | 1.782 |

График промене броја становника у току последњих година